# Pink Lady Island
Pink Lady Island är en ö i Kanada.   Den ligger i territoriet Nunavut, i den östra delen av landet, 2 100 km norr om huvudstaden Ottawa. Arean är 1,0 kvadratkilometer.
Terrängen på Pink Lady Island är platt. Öns högsta punkt är 70 meter över havet. Den sträcker sig 1,8 kilometer i nord-sydlig riktning, och 1,4 kilometer i öst-västlig riktning.